# Aston Martin DBR22

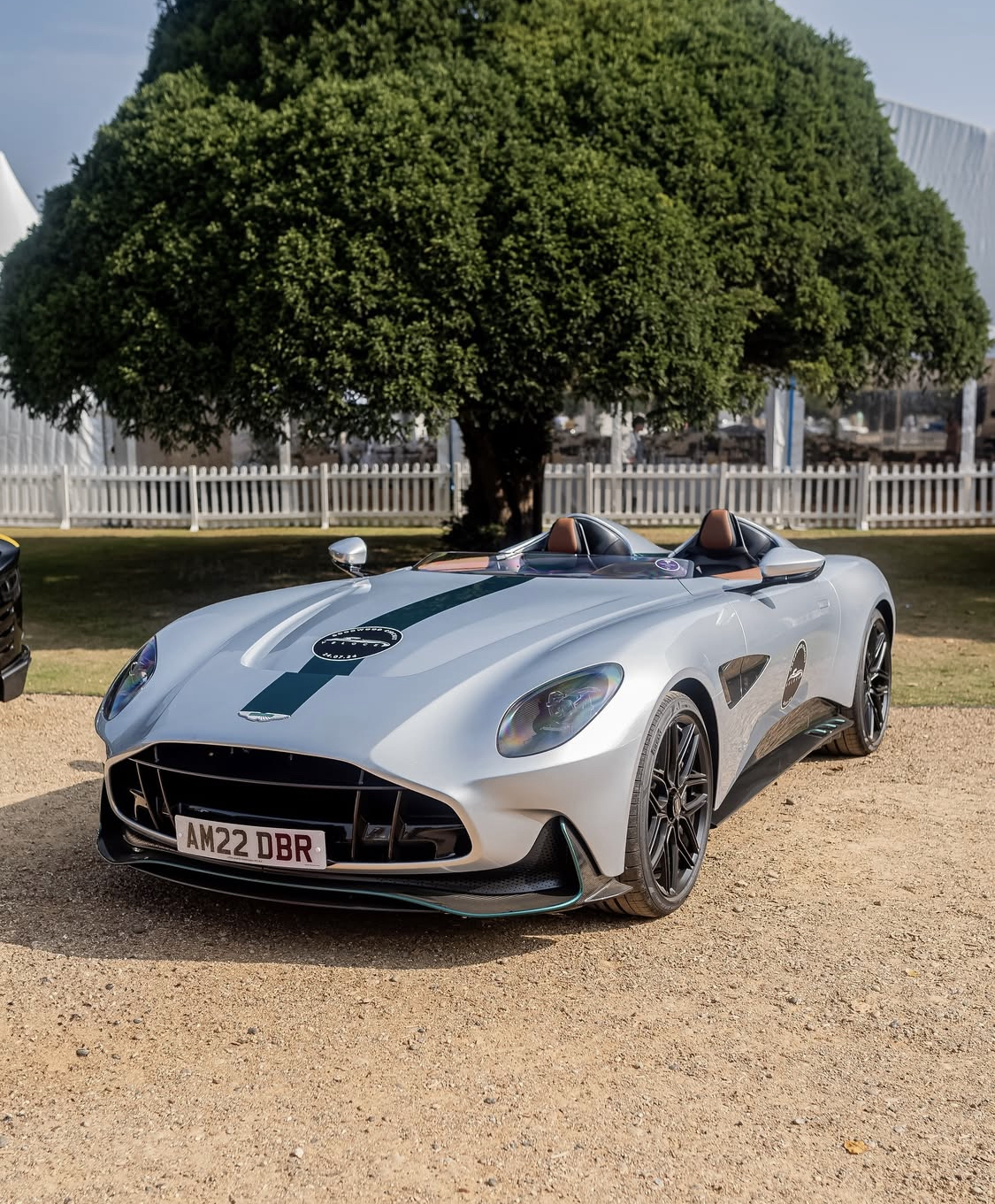
Зовнішній вигляд авто на конкурсі краси

Aston Martin DBR22 (Астон Мартін ДБР22) — спортивний автомобіль, розроблений британським виробником автомобілів Aston Martin.

## Історія створення
DBR22 було представлено на конкурсі елегантності в Пеббл-Біч 16 серпня 2022 року. Він святкує десять років відділу персоналізації Q виробника.
Він натхненний Aston Martin DB3S та віддає шану легендарному спортивному гоночному автомобілю Aston Martin DBR1, переможцю 24 годин Ле-Мана 1959 року.

## Технічні характеристики
Інтер'єр
DBR22 — це суперкар типу спідстер, який, окрім відкритого даху, також був позбавлений лобового скла, отримавши натомість вбудовані підголівники водійського та пасажирського сидінь, які плавно переходять у форму кузова. Агресивний стиль вирізняється численними плавними лініями та мускулистими колісними арками, а також великим переднім повітрозабірником. Деталі автомобіля відсилають до серійних дизайнів Aston Martin, але водночас це абсолютно унікальний стилістичний проєкт, створений з нуля.
DBR22 успадкував 5,2-літровий двигун V12 від DBS Superleggera та V12 Speedster і поєднується з восьмиступінчастою автоматичною коробкою передач ZF8.З цією коробкою передач він може розганятися від 0 до 60 миль/год за 3,5 секунди та досягати максимальної швидкості 198 миль/год (319 км/год). Для виготовлення каркасу DBR22 було використано вуглецеве волокно, а рама, що підтримує підвіску, була створена за допомогою 3D-принтерів. Ця технологія дозволила значно зменшити загальну вагу автомобіля без шкоди для жорсткості.
Aston Martin DBR22 випущено лише 22 екземплярами, звідси й назва. Вартість 1,5 мільйона фунтів стерлінгів до сплати податків.